# Strawberry Swing
«Strawberry Swing» és el cinquè i darrer senzill de l'àlbum Viva la Vida or Death and All His Friends, disc de la banda britànica Coldplay. La cançó conté influències dels estils musicals afro-pop i highlife i està inspirada en la cançó "The Rock" de la banda britànica Delakota.
Malgrat que van llançar un promo CD del senzill el 6 de juliol de 2009, oficialment fou publicat el 13 de setembre com a descàrrega digital. Posteriorment va aparèixer en l'àlbum de directes LeftRightLeftRightLeft una versió en directe del senzill.
Pel videoclip, dirigit per Shynola, van utilitzar la tècnica del stop-motion amb Chris Martin estirat a terra i uns dibuixos de guix animats. Fou nominat al millor videoclip d'animació en els premis UK Music Video Awards 2009 i també en el vídeo més original en els MTV Video Music Awards 2010.

## Llista de cançons
Descàrrega digital
1. "Strawberry Swing" – 4:09

CD promocional
1. "Strawberry Swing" (Edició ràdio) – 4:07
2. "Strawberry Swing" (Versió àlbum) – 4:11
3. "Strawberry Swing" (Instrumental) – 4:11